# Massamá
Massamá is een plaats en freguesia in de Portugese gemeente Sintra en telt 28.176 inwoners (2001). Tot 1997 was Massamá onderdeel van de freguesia Queluz en is sindsdien zelfstandig. Wel maakt het nog onderdeel uit van de stad Queluz.